# NGC 6221
NGC 6221 је спирална галаксија у сазвежђу Олтар која се налази на NGC листи објеката дубоког неба.
Деклинација објекта је - 59° 13' 6" а ректасцензија 16h 52m 46,1s. Привидна величина (магнитуда) објекта NGC 6221 износи 10,1 а фотографска магнитуда 10,8. Налази се на удаљености од 13,035 милиона парсека од Сунца. NGC 6221 је још познат и под ознакама ESO 138-3, AM 1648-590, IRAS 16484-5908, PGC 59175.